# Cleopatrick
cleopatrick — канадський хард-рок дует із Кобурга, Онтаріо.

## Історія
Аян Фрейзер та Люк Грантц виросли в Кобурзі, Онтаріо, почали дружити у віці 4 років, а цікавитись музикою — з 8 років, після того, як вперше почули AC/DC. Згодом, у підлітковому віці, друзі почали записувати власну музику.
Першим музичним фестивалем групи стала Lollapalooza в Чикаго у 2018. Пізніше в 2018 було домовлено про виступ на Shaky Knees Music Festival у 2019 в Атланті.
Група проводить порівняння у своєму звучанні та власному відображенні музики з такими гуртами, як Highly Suspect, Royal Blood, Arctic Monkeys, and Catfish and the Bottlemen.